# Fermi (stacja metra)
Fermi M1 – stacja turyńskiego metra położona w miejscowości Collegno w aglomeracji Turynu na zachód od miasta.  Fermi to początkowa stacja linii M1. Na powierzchni znajduje się duży parking P+R oraz przystanki komunikacji naziemnej – docierają tutaj autobusy linii 33. W bliskim sąsiedztwie przez Corso Francia kursuje linia 36 dowożąca do metra pasażerów z Rivoli. Stacja wyposażona jest w windy i automaty biletowe.